# الإبادة الجماعية الإندونيسية لعام 1965-1966

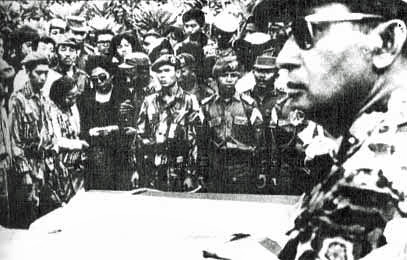
اللواء سوهارتو (على اليمين، في المقدمة) يحضر جنازة للجنرالات الذين اغتيلوا في 5 أكتوبر 1965.

كانت عمليّات القتل الجماعي الإندونيسي التي وقعت في الفترة بين 1965-1966 (والمعروفة أيضاً بالمذابح الإندونيسيّة، والإبادة الجماعيّة الإندونيسيّة:4 Indonesian Communist Purge, Indonesian politicide,، والتطهير الشيوعي الإندونيسي، ومأساة عام 1965)، هي مجموعة من أعمال القتل والاضطرابات الأهليّة واسعة النطاق التي وقعت في إندونيسيا على مدى عدّة أشهر واستهدفت أعضاء الحزب الشيوعي الإندونيسي (PKI) بالدرجة الأولى. شملت المجموعات الأخرى المستهدفة: المتعاطفين مع الشيوعية، والنساء المنتميات إلى حركة جيرواني [الإنجليزية] (حركة المرأة الأندونيسية)، وعرقية الأبانجان [الإنجليزية]، والإندونيسيون من أصول صينية، والكفار واليساريون المزعومون، وغالباً بعد تحريض من القوّات المسلّحة والحكومة، ودعم الولايات المتحدة والحكومات الغربية. بدأت كتطهير ضد الشيوعيّة في أعقاب محاولة مثيرة للجدل للانقلاب من قبل حركة 30 أيلول في إندونيسيا. كانت التقديرات الأكثر انتشاراً تشير إلى مقتل 500 ألف إلى مليون شخص:3، وبعض التقديرات وصلت إلى 2-3 مليون شخص. كان التطهير حدثاً محورياً في الانتقال إلى «النظام الجديد» وإلغاء الحزب الشيوعي الإندونيسي كقوة سياسيّة، مع بعض التأثيرات على الحرب الباردة العالميّة. أدّت تلك الاضطرابات إلى سقوط الرئيس سوكارنو وبدء فترة رئاسة سوهارتو السلطويّة التي دامت ثلاثة عقود.
ادّعاءات محاولة الانقلاب من قبل الشيوعيين أفرجت عن الكراهية الطائفيّة المكبوتة. ظهرت تأثيراتها مباشرةً على الجيش الإندونيسي الذي ألقى اللوم بسرعة على الحزب الشيوعي الإندونيسي. تمّ تطهير الشيوعيين من الحياة السياسيّة والاجتماعيّة والعسكريّة، وتمّ حل الحزب الشيوعي الإندونيسي وحظره. بدأت المجازر في تشرين الأول من عام 1965، في الأسابيع الأولى التي عقبت محاولة الانقلاب، ووصلت إلى ذروتها خلال ما تبقّى من العام نفسه قبل أن تهدأ في الأشهر الأولى من عام 1966. وقد بدأت في العاصمة جاكرتا، وانتشرت في جاوة الوسطى وجاوة الشرقيّة ولاحقاً في بالي. الآلاف من لجان الأمن المحليّة والوحدات العسكريّة قتلوا أعضاء الحزب الشيوعي الإندونيسي. وقعت عمليّات القتل في حميع أنحاء البلاد، والأسوأ كان في معاقل الحزب الشيوعي الإندونيسي في جاوة الوسطى وجاوة الشرقيّة وسومطرة الشماليّة. ومن الممكن أنه تم سجن أكثر من مليون شخص.
لقد تحلّلت عمليّة سوكارنو من أجل تحقيق التوازن بين «ناساكوم» (القوميّة والدين والشيوعيّة). وأهم دعائمه وهي الحزب الشيوعي الإندونيسي التي تمّ القضاء عليها من قبل الدعامتين الأخرتين (الجيش والإسلام السياسي). وكان الجيش في طريقه إلى السلطة بلا منازع. في آذار من عام 1967، تمّ تجريد سوكارنو من قوّته المتبقيّة من قبل البرلمان الإندونيسي المؤقّت، وعيّن سوهارتو رئيساً بالنيابة. في آذار من عام 1968، تمّ انتخاب سوهارتو كرئيس رسمي للبلاد.
يتمّ تجاهل عمليّات القتل في معظم كتب التاريخ الإندونيسيّة، وقد تلقّت القليل من الاستبطان من قبل الإندونيسيّين، بسبب قمعهم في ظلّ نظام سوهارتو. لقد طُعن البحث عن تفسيرات مرضية لحجج العنف على العلماء من جميع وجهات النظر الأيديولوجيّة. ويشار إلى إمكانيّة العودة إلى الاضطرابات المماثلة كعامل في الإدارة السياسيّة المحافظة «للنظام الجديد» والسيطرة المتشددة على النظام السياسي. بقيت اليقظة ضد التهديد الشيوعي من العلامات المميزة لعقيدة سوهارتو، ومازالت سارية حتّى اليوم.
وعلى الرغم من وجود إجماع على أعلى المستويات بين الحكومتين الأمريكيّة والبريطانيّة، بإنه من الضروري «تصفية سوكارنو»، كما هو الحال في مذكّرة وكالة الاستخبارات المركزيّة من عام 1962، وبالرغم من وجود اتصالات واسعة بين ضبّاط الجيش المناهضين للشيوعيّة والمؤسّسة العسكريّة الأمريكيّة –وتدريب أكثر من 1200 ضابط «بما في ذلك كبار الشخصيّات العسكريّة»، وتقديم الأسلحة والمساعدات الاقتصاديّة-  نفت وكالة الاستخبارات المركزيّة تورطها النشط في عمليّات القتل. وكشفت الوثائق الأمريكيّة التي رفعت عنها السريّة في عام 2017 أن الحكومة الأمريكيّة لديها معلومات مفصّلة عن عمليّات القتل الجماعي منذ بدايتها، وأنها دعمت الجيش الإندونيسي. قام المؤرخين والصحفيين بفضح تواطؤ الولايات المتحدة الأمريكية في عمليّات القتل، والتي شملت تقديم قوائم موسّعة عن مسؤولي الحزب الشيوعي إلى فرق القتل الإندونيسيّة. [28] في تقرير سرّي للغاية لوكالة الاستخبارات المركزيّة من عام 1968، ذكر أن تلك المجازر «تحتل المرتبة الأولى ضمن أسوأ عمليّات القتل الجماعي للقرن العشرين، إلى جانب عمليّات التطهير السوفييتي في الثلاثينيّات، والقتل الجماعي النازي خلال الحرب العالميّة الثانية، وحمام دماء الماويين في أوائل الخمسينات».

## العوامل الدينيّة والأخلاقيّة
تمّ تقسيم الإسلام في جاوة بين الأبانغان، الذين خلطوا الإسلام مع الديانات الأخرى مثل الهندوسيّة والممارسات الدينيّة المحليّة، وبين سانتري الذين اتّبعوا الإسلام والأرثوذكسيّة القياسيّة. العديد من الأبانغان كانوا مؤيّدين للحزب الشيوعي، وبالتالي كانت مصالحهم مدعومة من قبل الحزب الشيوعي الإندونيسي. بعد محاولة الانقلاب، أصبحوا القسم الأكبر من ضحايا عمليّات القتل. وذلك بسبب تصنيفهم كملحدين وشيوعيين، مما دفع باقي الأفراد للمشاركة في قتلهم من أجل تجنب اعتبارهم أيضاً ملحدين وشيوعيين. أجبرت الحكومة الإندونيسيّة المسلمين الأبانغان إلى التحوّل إلى الهندوسيّة والمسيحيّة في أعقاب تلك المجازر.
في سومطرة، ذبح الشبّان عمال المزارع الجاويين الذين امتلكوا عضويّة في الحزب الشيوعي الإندونيسي في مقاطعة سومطرة الشماليّة.
لعب استهداف العرقيّة الصينيّة دوراً هامّاً في عمليّات القتل في سومطرة وكاليمانتان، والتي سميّت بالإبادة الجماعيّة. ينتقد تشارلز أ. كوبل بحدّة هذا التوصيف، الذي تكون فيه وسائل الإعلام الغربيّة والأكاديميين غير مستعدّين لمواجهة عواقب الأجندة المعادية للشيوعيّة التي أيّدوها. وبدلاً من ذلك يستعملون العنصريّة الإندونيسيّة ككبش فداء وينغمسون في الادّعاءات الكاذبة حول مئات آلاف وملايين الصينيين الذين قتلوا. تشير التقديرات إلى أن نحو 2000 إندونيسي صيني قتلوا (من إجمالي القتلى المقدّر بين 400.000 و3 ملايين شخص)، مع وقوع مجازر موثّقة في العديد من المناطق.
طرد السكّان الأصليون من غير اليهود وغير المسلمين 54000 من الصينيين في المناطق الريفيّة، مما أدّى إلى مقتل ما بين 2000 و5000 شخص. رفض الصينيون العودة، لأنهم اعتبروا أنفسهم ضيوفاً على أراضي الآخرين.

## خلفية التاريخية
أصبحت إندونيسيا -رابع دولة في العالم من حيث الكثافة السكانية- خلال الحرب الباردة جائزة لا تُقاوَم في عيون الولايات المتحدة والصين والاتحاد السوفيتي. وبينما كانت هذه القوى تتنافس على النفوذ؛ عمَّقت انقسامات موجودة بالفعل داخل البلاد. فمن ناحية، كان هناك الجيش الإندونيسي الرجعي، بالإضافة إلى الأحزاب القومية والإسلامية التي غالبا ما كانت لديها مليشيات تتبعها. ومن ناحية أخرى، كان هناك كيان عملاق هو الحزب الشيوعي الإندونيسي (بي كيه آي)، الذي يتفاخر بعدد أعضائه البالغ 3.5 ملايين إندونيسي تقريبا، بالإضافة إلى 20 مليون شخص ينتمون إلى منظمات موالية للحزب. كان الحزب الشيوعي الإندونيسي ثالث أكبر حزب شيوعي في العالم، بعد الحزبين الشيوعيين الحاكمين في الصين والاتحاد السوفيتي. وبحلول منتصف الستينيات، خشيت الولايات المتحدة والمملكة المتحدة من أن تتحول إندونيسيا إلى دولة شيوعية.
كان دعم رئاسة سوكارنو في ظل «الديمقراطية الموجهة» يعتمد على ائتلاف «ناساكوم» القسري بين صفوف الجيش والجماعات الدينية وأنصار الحزب الشيوعي. شكَل تزايد نفوذ الحزب الشيوعي الإندونيسي (بي كي آي) وتشدّده، إلى جانب الدعم من قِبَل سوكارنو، مصدر قلق كبير للمسلمين والجيش، إذ تصاعد التوتر بشكل كبير في المنطقة في أوائل ومنتصف الستينيات. باعتباره ثالث أكبر حزب شيوعي في العالم، تضمن الحزب الشيوعي الإندونيسي ما يقرب من 300000 كادر وعضوية كاملة تبلغ نحو مليوني عضو. أدّت الجهود الحازمة التي بذلها الحزب في الإسراع بإصلاح الأراضي إلى تخويف مالكي الأرض، وإلى تهديدهم للمكانة الاجتماعية لرجال الدين المسلمين. طلب سوكارنو من موظفي الحكومة التأمل في مبادئه الخاصة بائتلاف ناساكوم وأيضًا في النظرية الماركسية. وقد التقى مع تشوان لاي، رئيس وزراء جمهورية الصين الشعبية، وبعد هذا الاجتماع قرر إنشاء ميليشيا أطلق عليها اسم «القوة الخامسة»، والتي كان ينوي السيطرة عليها شخصيًا. ثم طلب إحضار أسلحة من الصين لتجهيز هذه القوة الخامسة. أعلن في خطابٍ له أنه يُفضّل الجماعات الثورية سواء كانت قومية أو دينية أو شيوعية، بقوله: «أنا صديق للشيوعيين لأنهم أشخاص ثوريون». قال أيضًا في قمة حركة عدم الانحياز التي عُقدت في القاهرة في أكتوبر عام 1964 بأن هدفه الحالي هو دفع كل السياسات الإندونيسية نحو تيار اليسار وبالتالي تعطيل دور العناصر «الرجعية» في الجيش والتي من الممكن أن تشكل خطرًا على الثورة. تعاكست سياسات سوكارنو الدولية بشكل كبير مع ما جاء في خطابه.
في وقت مبكر من عام 1958، حثّت القوى الغربية –وخاصة الولايات المتحدة والمملكة المتحدة– على اعتماد سياسات من شأنها أن تشجع الجيش الإندونيسي على العمل بقوة ضد الحزب الشيوعي وتيار اليسار، إذ تضمنت هذه السياسات حملة دعائية سرية تهدف إلى الإضرار بسمعة سوكارنو والحزب الشيوعي، وتضمنت أيضًا بعض الضمانات السرية إلى جانب تقديمها الدعم العسكري والمالي للقادة المناهضين للشيوعية داخل الجيش.

## 30 سبتمبر
مساء يوم 30 سبتمبر عام 1965، قامت مجموعة من القوات المسلحة، والمعروفة باسم «حركة 30 سبتمبر» باعتقال وإعدام ستة من كبار الجنرالات العسكريين في إندونيسيا. أعلن قوات الحركة نفسها بأنهم حُماة سوكارنو، وأطلقوا ضربة احترازية بهدف منع حدوث انقلاب محتمل من قِبَل مجلس الجنرالات المناهض.
بعد إعدام الجنرالات الستة، احتلّت قوات الحركة ساحة مرديكا والقصر الرئاسي في العاصمة جاكرتا. بعد وقت قصير من ذلك، رفض الرئيس سوكارنو الالتزام مع قوات الحركة لأنهم اعتقلوا واغتالوا العديد من كبار جنرالاته. في مساء ذلك اليوم، بدأ الضعف يدبّ في قيادة الحركة، بدءًا بسلسلة من الرسائل الإذاعية المتزعزعة. إذ كان هدف الحركة الأساسي احتلال المبنى الرئيسي للاتصالات؛ ومع ذلك، تجاهلت القوات القسم الشرقي من الساحة، الذي يقع فيه مقر «كوستراد» وهو مقر التنظيم الاستراتيجي الاحتياطي للقوات المسلحة. في ذلك الوقت، كان اللواء سوهارتو قائدًا لذلك المقر، وعند سماعه خبر احتلال الحركة للساحة، سارع إلى استغلال نقاط ضعفها واستعاد السيطرة على الساحة دون أي مقاومة. بعد نجاحه باستعادة الساحة، لم تتخذ قوات الحركة المزيد من الإجراءات. في الوقت نفسه، ومع ضعف سوكارنو، استعاد الجيش الإندونيسي بعضًا من نفوذه، وخلال بضعة أيام لاحقة، وقعت الحكومة تحت سيطرة سوهارتو. قام سوهارتو على الفور بنشر قواته بهدف تفريق صفوف الحركة، مُعلنًا أن ما تقوم به الحركة يُشكل «خطرًا» على الأمة.
بدأت حملة دعائية عسكرية لربط محاولة الانقلاب بحزب العمال في اكتساح البلاد في 5 أكتوبر، والتي نظمها سوهارتو والجيش. بدأت صور الجنرالات المعدومين والمعذبين والمشوهين تنتشر في كافة أنحاء البلاد. على الرغم من هذه المعلومات المفبركة، إلا أن الحملة قد لاقت نجاحًا في إقناعها الجمهور الإندونيسي والدولي بأن عمليات القتل هذه ليست إلا محاولة من الحزب الشيوعي لتقويض الحكومة الإندونيسية في عهد الرئيس سوكارنو. على الرغم من إنكار الحزب الشيوعي تورطه في عمليات القتل، إلا أن التوتر والكراهية المكبوتة والتي تراكمت على مدار السنين قد انتهت.
على الرغم من أن حركة 30 سبتمبر تسببت بمقتل 12 شخصًا، إلا أن سوهارتو في النهاية قال بأنها بمثابة مؤامرة على مستوى البلاد لارتكابها جريمة قتل جماعي. اعتُبر ملايين الأشخاص المرتبطين بالحركة، حتى الفلاحين الأميين من القرى النائية، قتلة متواطئين مع الحركة. في أوائل عام 1966، كتب أخصائيان إندونيسيان في جامعة كورنيل هما بنديكت أندرسون وروث ماكفي، في ملف تحليل كورنيل الخاص بهم بأن جيش سوهارتو بدأ حملة مناهضة للشيوعية بعد انهيار حركة 30 سبتمبر. بين اللحظة التي انتهت فيها الحركة واللحظة التي بدأت فيها الاعتقالات الجماعية للجيش، مرت ثلاثة أسابيع ولم يحدث فيها نشاطات عنيفة أو أي أثر يدل على وجود حرب أهلية، حتى من الجيش نفسه. احتج سوكارنو باستمرار على عمليات التطهير قائلاً بأن الجيش كان «يحرق منزلًا بالكامل لقتل جرذ» لكن سوكارنو كان عاجزًا عن فعل أي شيء عندما أمر سوهارتو بتقويض الجيش بقوة.

## أميركا وبريطانيا في إندونيسيا
يُقدِّم الباحث غاري جيه باس، أستاذ السياسة والعلاقات الدولية بجامعة برينستون الأميركية، عرضا وتحليلا نشرته مجلة فورين أفيرز لكتاب «موسم القتل: تاريخ المذابح الإندونيسية 1965-1966» من تأليف جيفري بي روبنسون. ودلَّل روبنسون، أستاذ التاريخ بجامعة كاليفورنيا في لوس أنجلوس الذي عمل لحساب منظمة العفو الدولية، في كتابه على أن أميركا تلوّثت يداها بدماء ضحايا هذه المذابح التي ارتُكبت باسم القضاء على الشيوعية في إندونيسيا. كما يناقش حالة الإنكار التي ما زالت تعيشها إندونيسيا حتى اليوم فيما يخص هذه المذابح وعدم الاعتراف بها، لا سيما وسط مجتمع دولي لم تضغط القوى العظمى فيه على الحكومات الإندونيسية المتعاقبة لمحاسبة المسؤولين أو تكريم ذكرى الضحايا، ويرى أن سبب ذلك يعود من جهة إلى عدم المعرفة، وإلى التواطؤ من جهة أخرى.
صنَّف روبنسون بالاعتماد على المصادر الإندونيسية الأساسية، الأعمال الوحشية بتفاصيلها الشنيعة، وأحبط جهودا رسمية لغسل السمعة استمرت 50 عاما، ليُثبت دور الجيش المحوري في المذابح. هذه الفصول من الصعب تحمُّل قراءتها. يُظهِر روبنسون أن الإبادة التي ارتُكبت بحق البشر، الذين وصفهم أحد ضباط الجيش الإندونيسي بأنهم «أقل من الحيوانات»، لم تكن تفاصيلها عادية أو غير مُشخصنة. كان الناس يُقتلون رميا بالرصاص، أو بقطع الرأس، أو الخنق، أو الضرب حتى الموت، أو إخراج أحشائهم برماح من البامبو، أو تُقطع أجزاء أجسامهم بالسكاكين أو المناجل أو السيوف أو معاول الجليد، وغالبا ما كانت النساء يتعرضن للاغتصاب قبل أن يُقتلن. كان التعذيب أمرا روتينيا، وكان السجانون يضربون المحتجزين بالهراوات أو أسلاك الكهرباء، أو يسحقون أصابع أقدامهم، أو يكسرون أصابع أيديهم، أو يحرقونهم بالسجائر، أو يُعرّضونهم للصدمات الكهربائية. وبعض المحتجزين كانوا يُجبرون على مشاهدة تعذيب أزواجهم أو أطفالهم.
لم تكن الفظائع المُرتكبة في إندونيسيا نتيجة حتمية للاحتقان العِرقي أو النزاعات الاجتماعية الاقتصادية، كما هو الحال في دول شهيرة انتشرت فيها الوحشية الجماعية مثل البوسنة ورواندا وسوريا، وإنما كانت حملة مُنظمة ومُمنهجة نفَّذتها السلطات السياسية. يجادل روبنسون بطريقة مُقنعة بأنه لولا تقديم الجيش الإندونيسي التدريب والتنظيم والتشجيع لما كان تسبَّب أفراد ضيّقو الأفق يملؤهم الحقد في ذلك الدمار واسع النطاق. وعلى الرغم من أن السلطات على مستوى متوسط كان لديها حرية اختيار طرقهم في التعذيب، فإن الأنماط المروعة التي لوحظت على مستوى البلاد تُظهِر مخزونا من العنف المؤسسي، ومن تلك الأنماط التي كانت شائعة: قطع الرؤوس، والإخصاء، والعرض العام لأجزاء من الجسم أو للجثث، وأشكال أخرى معينة من التعذيب. كانت تعمل المليشيات المحلية دائما تقريبا إما تحت إمرة الجيش وإما بمباركته. وأعدَّ الجيش مبررات أيديولوجية لأعمال القتل التي يرتكبها عن طريق تجريد الشيوعيين المتهمين من إنسانيتهم ووصفهم بأنهم «شياطين»، و«عاهرات»، و«إرهابيون»، و«حيوانات»، و«ملحدون»، وهذا الوصف الأخير كانت تُكرِّره المليشيات الإسلامية خصوصا.
في إبريل/نيسان 1965، كتب السفير الأميركي في جاكرتا إلى جونسون يقول إنه على واشنطن تهيئة «أنسب الظروف» للجيش والقوى الأخرى المعارضة لسوكارنو لتكون لديهم القدرة على المواجهة، ومن غير الواضح كيف ردَّ الرئيس أو هل ردَّ بالأساس. عندما بدأت أعمال القتل أبلغت وكالة الاستخبارات المركزية (سي آي إيه) الرئيس جونسون أنها أيَّدت قمعا واسعا ضد الشيوعيين في إندونيسيا، ويبدو أنه لم يعترض، بحسب روبنسون. وبحلول ذلك الوقت، أعطى مسؤولون بريطانيون وأميركيون، سرًّا، ضمانات لجنرال إندونيسي رفيع بأنهم لن يتدخلوا في الشؤون الداخلية للبلاد. وحتى في الوقت الذي ازدادت فيه الأعمال الوحشية سوءا لم تُبدِ إدارة جونسون أي انتقاد. وفي نوفمبر/تشرين الثاني 1965، قال نائب رئيس البعثة الأميركية في جاكرتا لضابط رفيع المستوى في الجيش الإندونيسي إن إدارة جونسون كانت «متعاطفة ومُقدِّرة عموما لما يقوم به الجيش». استقبلت إدارة جونسون حملة الجيش بحماسة رغم وحشيتها، إذ قال وكيل وزارة الخارجية جورج بول لنائب الرئيس هوبرت همفري إنه إذا «مُحِيَ الحزب الشيوعي الإندونيسي… فسيكون لدينا عهد جديد في إندونيسيا».
يتهم روبنسون مسؤولين أميركيين، مثل السفير الأميركي في جاكرتا ومدير مركز «سي آي إيه» هناك، بنشر سجلات مُضلِّلة لتبرئة بلادهم وإعفائها من المسؤولية. كما رفضت الحكومة الأميركية أو خبّأت، لعقود متتالية، طلبات برفع السرية عن وثائق ذات صلة بموجب قانون حرية تداول المعلومات. وفي عام 2017، وتحت ضغوط من مؤرخين ونشطاء، وتوم أودال السيناتور الديمقراطي من ولاية نيو مكسيكو، نشرت الحكومة أخيرا سجلات قوامها 30 ألف صفحة تابعة للسفارة الأميركية في جاكرتا في الفترة بين 1964-1968. كانت هذه الوتيرة المتثاقلة في عملية رفع السرية بمنزلة إهانة للضحايا، وحائلا أمام الحكم الديمقراطي المستند إلى المساءلة، وهدية لأصحاب نظريات المؤامرة.